# Abacetus kivuanus
Abacetus kivuanus es una especie de escarabajo terrestre de la subfamilia Pterostichinae.  Fue descrito por Straneo en 1944. 